# Hansjürgen Doss
Hansjürgen Volker Doss (* 9. August 1936 in Münster) ist ein deutscher Architekt und Politiker (CDU).

## Leben und Beruf
Nach dem Besuch der Volksschule und dem Realgymnasium absolvierte Doss zunächst eine kaufmännische Ausbildung in Mainz. Anschließend absolvierte er ein Schreinerpraktikum in London. Er studierte Innenarchitektur an der Fachhochschule Mainz, bestand 1959 das Staatsexamen zum Diplom-Designer und arbeitete danach für ein Jahr in einem Architekturbüro in Dayton (Ohio). Nach dem Besuch der Staatlichen Hochschule für Bildende Künste in Frankfurt am Main, die er als Architekt BDA abschloss, arbeitete er von 1963 bis 1965 bei der Bürogemeinschaft für Architektur und Baustatik in Marburg. Er war seit 1965 als selbstständiger Architekt in Mainz tätig und wurde 1993 geschäftsführender Gesellschafter der Doss & Over Architekten und Ingenieure GmbH.

## Partei
Doss trat 1965 der CDU bei und wurde in den Landesvorstand der CDU Rheinland-Pfalz gewählt. Er war Landesvorsitzender der Mittelstands- und Wirtschaftsvereinigung Rheinland-Pfalz und 1996/97 Bundesvorsitzender der Mittelstands- und Wirtschaftsvereinigung der CDU/CSU.

## Abgeordneter
Doss war von 1979 bis 1981 Ratsmitglied der Stadt Mainz. Von Januar bis August 1981 war er Mitglied des rheinland-pfälzischen Landtags. Dem Deutschen Bundestag gehörte er vom 20. Juli 1981, als er für den ausgeschiedenen Abgeordneten Elmar Pieroth nachrückte, bis 2002 an. Er war stets über die Landesliste der CDU Rheinland-Pfalz ins Parlament eingezogen. Von 1990 bis 2002 war er Vorsitzender des Parlamentskreises Mittelstand der Unionsfraktion und gehörte dem Fraktionsvorstand an.

## Ehrungen
- 1986 Verdienstkreuz am Bande des Verdienstordens der Bundesrepublik Deutschland
- 1986 Wilhelm-von-Humboldt-Ehrengabe des Bundesverbandes der Freien Berufe, Berlin
- 1997 Ferdinand-Miller-Medaille der Studiengesellschaft für Mittelstandsfragen, München
- 1998 Verdienstkreuz Erster Klasse des Verdienstordens der Bundesrepublik Deutschland
- 1998 Handwerkszeichen in Gold des Zentralverbandes des deutschen Handwerks
- 1999 Dr. h. c. der Staatlichen Forstwirtschaftlichen Universität Lwiw/Lemberg, Ukraine
- 2000 Dr. h. c. oec. pol. der Ukrainischen Freien Universität, München
- 2001 Dr. h. c. der Nationalen Pädagogischen Universität M. P. Drahomanow- und der Ukrainian-American Humanitarian (Liberal Arts) Wisconsin International University (USA), Kiew, Ukraine
- 2006 Dr. h. c. -Litterarum Humanarum- der Holy Family University, Philadelphia PA, USA
- 2006 Honorarprofessor der Nationalen Pädagogischen Universität M. P. Drahomanow, Kiew, Ukraine
- 2006 Honorarprofessor für Politische Ökonomie an der Ukrainischen Freien Universität, München
- 2006 Großes Verdienstkreuz des Verdienstordens der Bundesrepublik Deutschland
- 2008 Honorarkonsul der Ukraine für Rheinland-Pfalz in Mainz
- 2010 Dr. h. c. Nationale Pädagogische Universität M. P. Drahomanow, Kiew
- 2011 Mérite Européen, Luxemburg/Berlin